# Тимошино (Иркутская область)
Тимошино — село в Жигаловском районе Иркутской области России. Административный центр Тимошинского сельского поселения.

## География
Находится на левом берегу реки Илга, примерно в 52 км к юго-юго-западу (SSW) от районного центра, посёлка Жигалово, на высоте 494 метров над уровнем моря.

## Население
| 2002 | 2010 | 2011 | 2012 |
| ---- | ---- | ---- | ---- |
| 219  | ↘157 | ↘156 | ↘150 |

По данным Всероссийской переписи, в 2010 году численность населения села составляла 157 человек (72 мужчины и 85 женщин).

## Улицы
Уличная сеть села состоит из 7 улиц.